# Heinrich Schwarz (Künstler)
Heinrich Schwarz (* 19. Dezember 1903 in Berlin; † 9. November 1977 in Steinkimmen) war ein deutscher Jurist, Maler und Bildhauer. Seine Werke werden dem Expressiven Realismus zugewiesen.

## Leben

### Jahre bis 1945
Heinrich Schwarz war eines von fünf Kindern des gleichnamigen Architekten Heinrich Schwarz und dessen Ehefrau Ottilie, geborene Markmann. Schwarz wuchs am Kurfürstendamm in Berlin und in Pritzerbe bei Brandenburg an der Havel auf.
Im Alter von 16 Jahren begann Schwarz, sich intensiv mit Malerei zu beschäftigen und schuf erste Gemälde.

Im Jahr 1920 hatte Heinrich Schwarz Gelegenheit, sieben Gemälde auf der Juryfreien Kunstausstellung in Berlin auszustellen, für die jeder Einwohner die Berechtigung hatte, Arbeiten einzureichen.
Nachdem Schwarz am 20. September 1922 die städtische Leibniz-Oberrealschule in Charlottenburg mit dem Abitur verlassen hatte, begann er zunächst ein Kunststudium an der Staatlichen Kunstschule Berlin unter dem Expressionisten Georg Tappert. Er beendete das Kunststudium jedoch nach knapp einem Jahr. Dem Wunsch seines Vaters entsprechend begann er am 26. April 1923 in Jena ein Jurastudium.
Während des Studiums nahm er Kontakt zu dem Künstler Charles Crodel auf, durch den er künstlerische Anregungen erhielt. Außerdem nahm er Unterricht bei einem Stubenmaler in Lichtenhain in der Nähe von Jena. Dieser machte ihn mit dem Umgang von Leim- und Kalkfarben vertraut. Dieses Wissen benötigte er, um Wände für ihre Bemalung vorzubereiten. Schwarz interessierte sich für diese Technik, weil in ihm die Idee gereift war, einmal monumentale Wandgestaltungen zu kreieren, um dadurch eigene Kunst in die Öffentlichkeit transportieren zu können und vor allem haltbar zu machen. Zwei Jahre verbrachte er als Student in Jena. Er setzte es in Göttingen fort. Während der Studienzeit blieb Schwarz seiner Heimatstadt in künstlerischer Hinsicht eng verbunden.
1924 wurde er im Alter von 21 Jahren in Berlin in den Vorstand der „Juryfreien“ gewählt und arbeitete dort mit den Malern Otto Dix, Wassily Kandinsky, Georg Kolbe, Oskar Schlemmer, Gerhard Marcks und Karl Schmidt-Rottluff zusammen. Aber auch Lovis Corinth und Max Liebermann stellten mit ihm ihre Bilder aus.
Ab dem 5. August 1926 war er in Berlin-Spandau im Rahmen seines Studiums als Referendar beim dortigen Amtsgericht tätig. In dieser Zeit hatte er Gelegenheit, seine Arbeiten in Berlin in den Galerien Nierendorf und Wilczek auszustellen. Diese Ausstellungstätigkeit erstreckte sich auf die Jahre 1926 bis 1930.
1927 begann er mit seiner Doktorarbeit und trat im selben Jahr in den Deutschen Künstlerbund ein. 1930 wurde er zum Gerichtsassessor ernannt und legte die Große Staatsprüfung ab. Es folgte die Bestellung zum Hilfsrichter beim Amtsgericht in Wittenberge, die er bis zum 31. Dezember 1930 ausübte.
Am 2. Februar 1931 heiratete Heinrich Schwarz seine erste Frau Otti Markmann. Einen Monat nach der Heirat erhielt er das Doktor-Diplom. Ab dem 15. Juni 1931 war Schwarz beruflich als Hilfsrichter beim Landgericht III in Berlin eingesetzt. In den Jahren 1932, 1934 und 1938 kamen drei Kinder zur Welt.

### Nachkriegszeit
Als Jurist wurde er während des Nationalsozialismus ins Kulturministerium berufen. Diese Stellung erlaubte es ihm, sich für Künstler und Hochschullehrer einzusetzen und somit Widerstand gegen die Gleichschaltung der Kunst im Nationalsozialismus zu leisten.
Nach der Zeit des Nationalsozialismus wurde Schwarz am 21. Oktober 1948 nach Prüfung der Entnazifizierungs-Hauptbeschluss des Landkreises Oldenburg mit dem Ergebnis rechtskräftig, dass Heinrich Schwarz der Kategorie 5 zuzuordnen und damit entlastet ist.
Heinrich Schwarz konnte wegen gesundheitlicher Folgen einer Tuberkulose keinen Beruf mehr ausüben. Er wurde deswegen 1948 in den Ruhestand versetzt. Seine einstimmige Wahl zum Professor an der Berliner Kunsthochschule konnte er wegen dieser Erkrankung nicht annehmen.
Heinrich Schwarz hatte neben dem Tod seiner ersten Frau Otti auch den Verlust vieler seiner vor und während des Krieges entstandenen Werke zu beklagen. Obwohl er sich immer wieder mit den Folgen der Lungenerkrankung auseinandersetzen musste, widmete er sich wieder ausschließlich der Kunst. In ersten Ausstellungen nach dem Kriege, in den Jahren 1948 und 1949, zeigte er unter anderem in Wilhelmshaven und Todtmoos Aquarelle, Ölgemälde und Kleinplastiken. In jenem Jahr wurde er Vorstandsmitglied des BBK Nordwestdeutschlands und des BBK Oldenburg.
1950, dem Jahr der Heirat mit Annemarie Bünger, stellte er etwa 100 Bilder, Zeichnungen und Entwürfe für Wandbilder in der Kunsthalle Bremen aus. Dabei war auch der Entwurf für ein Wandbild für das Landeskrankenhaus Wehnen bei Oldenburg.
Die finanzielle Lage verbesserte sich im Verlaufe der Jahre insoweit, dass Heinrich Schwarz in der Lage war, ein kleines Häuschen mit Atelier in Wildeshausen in der Straße Am Zuschlagsweg zu kaufen.
Am 15. September 1951 war er neben Adolf Niesmann Mitbegründer der „Junge Gruppe“ innerhalb des BBK Oldenburg und dem „Neues Forum Böttcherstraße“ Bremen. In den 1950er Jahren gehörte er in Berlin außerdem der Künstlervereinigung „Der Ring“ an und nahm als deren Mitglied an der Großen Berliner Kunstausstellung 1955 und 1957 in den Ausstellungshallen am Funkturm teil. Es folgte die Teilnahme an der Großen Berliner Kunstausstellung 1959.
Schon 1954 hatte er eine zweite große Einzelausstellung in der Bremer Kunsthalle. In den folgenden Jahren bekam er mehrere Arbeitsaufträge, unter anderem über Wettbewerbserfolge für Wandgestaltungen. Er nahm auch immer wieder an Ausstellungen des BBK teil, unter anderem vom 2. Oktober bis 30. Oktober 1955 des BBK – Freie Gruppe sowie vom 6. Oktober bis 27. Oktober 1957 im Goslaer Museum mit dem Titel Oldenburger Künstler.
1958 zog Heinrich Schwarz mit seiner Frau von Wildeshausen in ein von ihm entworfenes Haus mit Atelier nach Steinkimmen bei Ganderkesee, um sich in den speziell dafür hergerichteten Räumlichkeiten noch besser künstlerisch entfalten zu können. 1960 nahm er abermals an der Großen Berliner Kunstausstellung teil.
Weitere Ausstellungsbeteiligungen innerhalb des BBK und dem Oldenburger Kunstverein folgten. So war er 1964 im Oldenburger Kunstverein ebenso vertreten wie 1967 auf der 1. Herbstausstellung des BBK im Oldenburger Schloss. Zudem hatte er Einzelausstellungen in der ganzen Republik mit Landschafts-, Tier- und Menschenbildern.
Metallkompositionen, bestehend aus geätztem Zink, Kupfer, Bronze, Messing, zum Teil collagenhaft zusammengeklebt und mit Klebstoff überzogen, lieferten die Werkstoffe, die er in nuancenreiche Grau-, Schwarz- und Rostgold-Töne steigerte und ins Dekorative verfremdete. Ebenso verschaffte er sich einen hohen Bekanntheitsgrad durch seine großformatigen Beton- und Glasmosaikarbeiten.
Im April des Jahres 1970 wurde auf dem neu gestalteten Pferdemarkt in Oldenburg eine von der Firma Hecker gestiftete und von Heinrich Schwarz entworfene 25 Tonnen schwere und 4,50 m hohe Betonpferdeplastik aufgestellt.

Im Mai 1973, kurz vor Vollendung seines 70sten Lebensjahres, ehrte ihn das Oldenburger Stadtmuseum mit einer Einzelausstellung. Bis zum Jahre 1977 nahm der Künstler an einer Anzahl weiterer Ausstellungen teil, darunter eine weitere Ausstellung im Oldenburger Stadtmuseum 1975/76 und 1976 eine Ausstellungsbeteiligung innerhalb des BBK Oldenburg und Ostfriesland im Hause Dahlmannstrasse 18 in Bonn in der Vertretung des Landes Niedersachsen im Bund.
Anlässlich seines 60sten Geburtstages erschien 1964 ein Buch mit dem Titel Heinrich Schwarz – Arbeiten 1953 – 1964; ein weiteres Buch mit dem Titel Heinrich Schwarz folgte 1973 zu seinem 70sten Geburtstag.
Am 9. November 1977 starb Heinrich Schwarz in seinem Haus in Steinkimmen. Er wurde auf dem Friedhof in Ganderkesee beigesetzt.

## Werk
Heinrich Schwarz schuf im Verlaufe seines Lebens als Künstler unter anderem über 3000 Kunstwerke, die in einem Werkverzeichnis dokumentiert sind. Er hat an einer Vielzahl bedeutender Ausstellungen teilgenommen und sich dadurch bundesweit bekannt gemacht. Er ist in den bedeutenden Nachschlagewerken Dresslers Kunsthandbuch und Thieme-Becker zu finden.
Seine Betonreliefs und Wandgemälde sind zu sehen in Brake, Bookholzberg, Bremen, Bremerhaven, Clausthal-Zellerfeld, Cloppenburg, Delmenhorst, Eschershausen, Göttingen, Großenkneten, Groß Ippener, Hannover, Hildesheim, Jever, Lüneburg, Mannheim, Oldenburg, Rodenkirchen, Schillig, Schwanewede, Soltau, Syke, Uelzen, Varel, Vechta, Verden, Wildeshausen, Wilhelmshaven, Wittingen, Zeven und Bad Zwischenahn. Seine Arbeiten finden sich international in Valencia, Lagos, Lomé, Ankara und Addis Abeba.
Mehrere seiner Werke sind heute unter anderem im Besitz von Museen oder im öffentlichen Besitz der Städte Oldenburg, Berlin, Hamburg, Bonn und Bremen bzw. Schleswig.

## Mitgliedschaften
Seit 1924 war er Mitglied des Corps Saxonia Jena.
Von 1965 bis 1969 war Heinrich Schwarz Vorsitzender des BBK in Nordwestdeutschland und nahm 1968 an der ersten Ausstellung des BBK in der Orangerie in den Herrenhäuser Gärten teil.
Heinrich Schwarz war Mitglied im Deutschen Künstlerbund.

## Ausstellungen (Auswahl)
- Juryfreie Kunstausstellung, Berlin (1920–1925)
- Ausstellung Berliner Secession, Berlin (1924)
- Ausstellung der Preußischen Akademie der Künste, Berlin (1924)
- 1929: Große Kunstausstellung, Kunstverein Kassel
- Galerie Nierendorf, Berlin (1927–1930)
- Ausstellungen im Oldenburger Kunstverein, Oldenburg (1948–1976)
- Gemeinschaftsausstellung des Kunstvereins Hannover, „Blumen und Gärten in der Malerei“, Hannover (1951)
- Dritte Deutsche Kunstausstellung, Dresden (mit dem Tafelbild „Nächtliches Fenster“)[4]
- Große Berliner Kunstausstellung, Berlin (1955–1960)
- Ausstellung der „Freie Gruppe“ des BBK im Goslarer Museum unter dem Titel „Oldenburger Künstler im Goslaer Museum“, Goslar (1957)
- Ausstellung im Stadtmuseum Oldenburg, Oldenburg (1975)

## Werksgalerie (Auswahl)

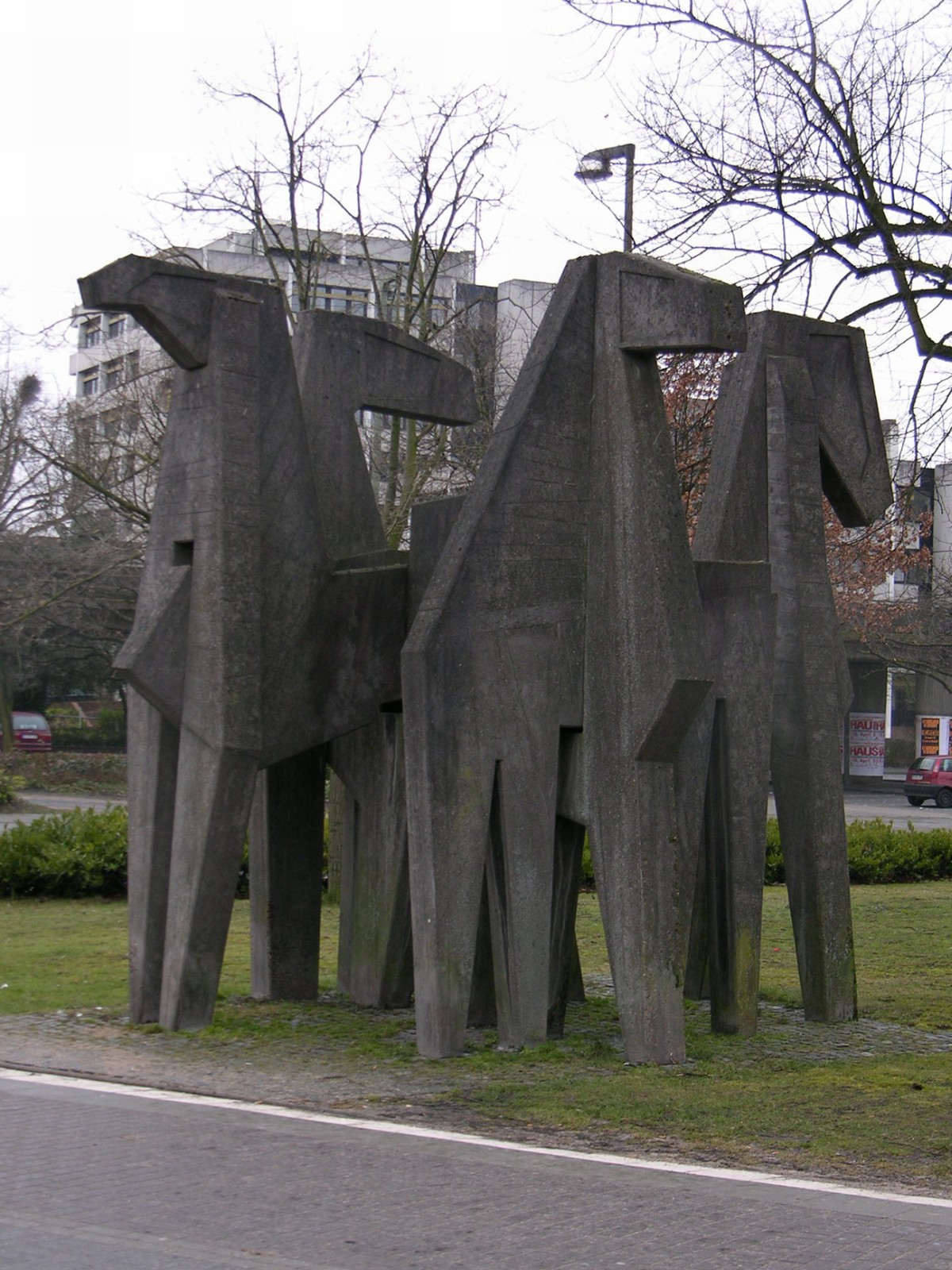
Pferde (1970), Beton-Skulptur am Pferdemarkt in Oldenburg
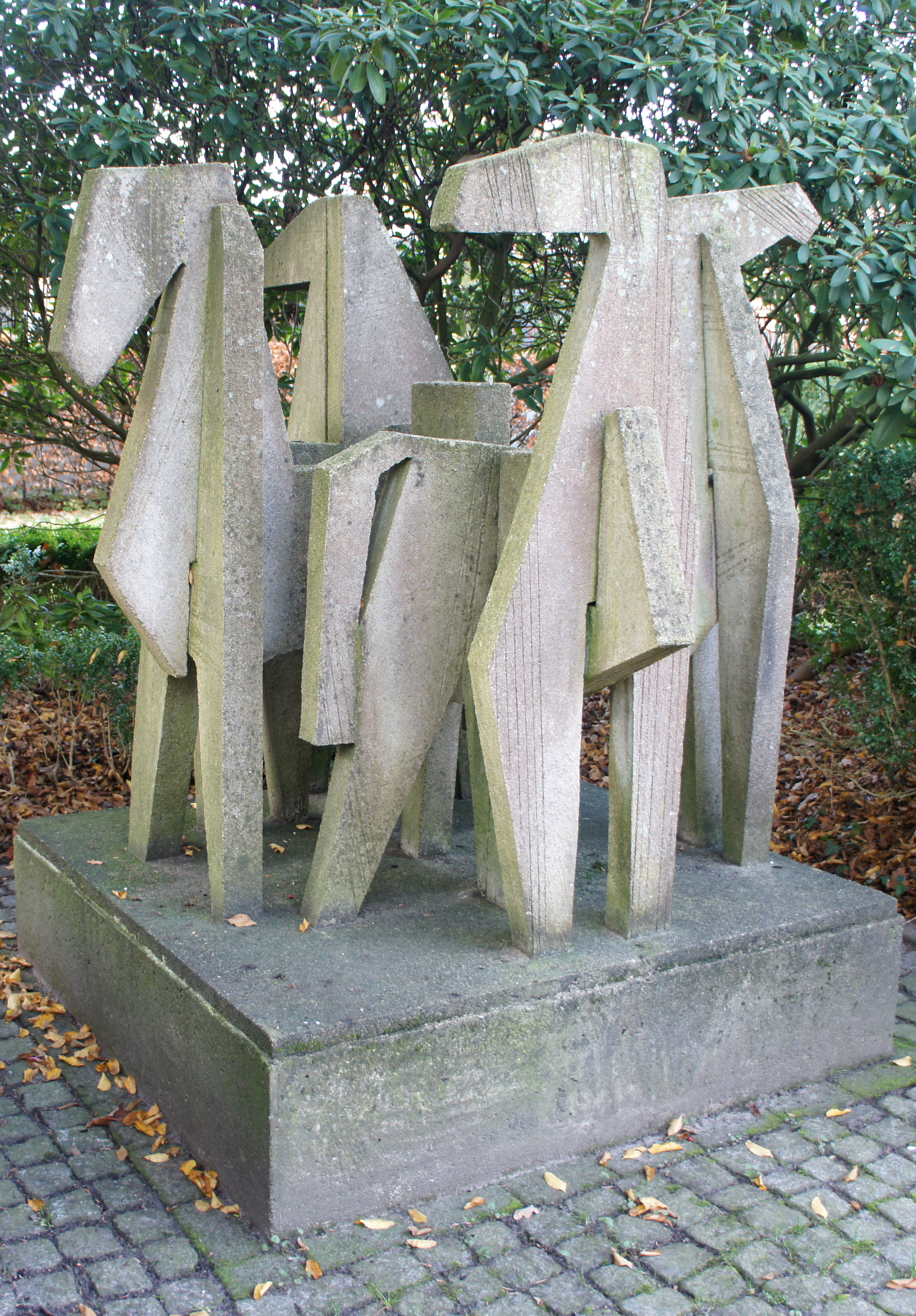
Pferde, Beton-Skulptur beim alten Rathaus in Ganderkesee
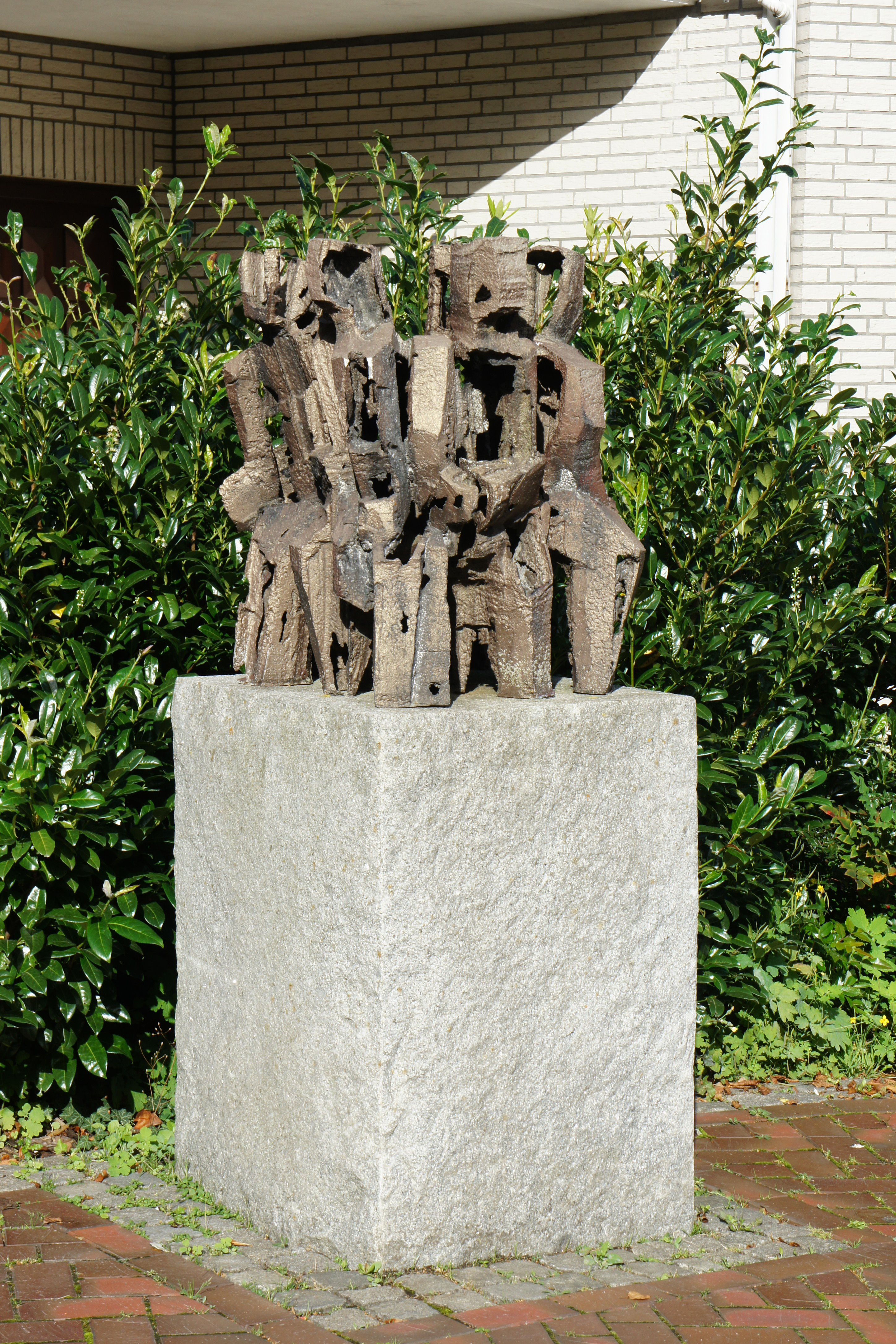
Bronze-Skulptur vor dem alten Rathaus in Ganderkesee
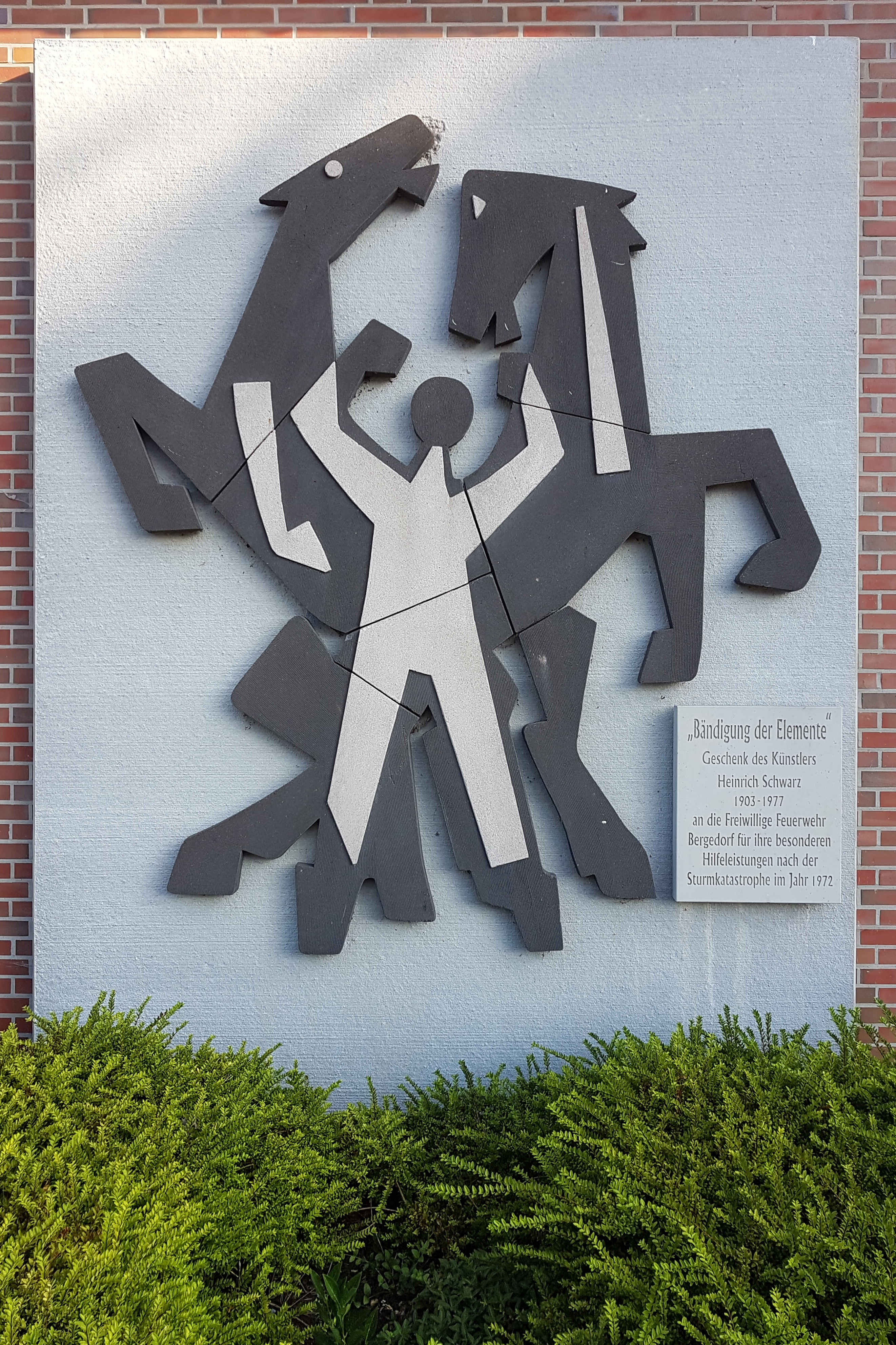
Bändigung der Elemente Putz-Skulptur, Geschenk des Künstlers an die Freiwillige Feuerwehr Bergedorf
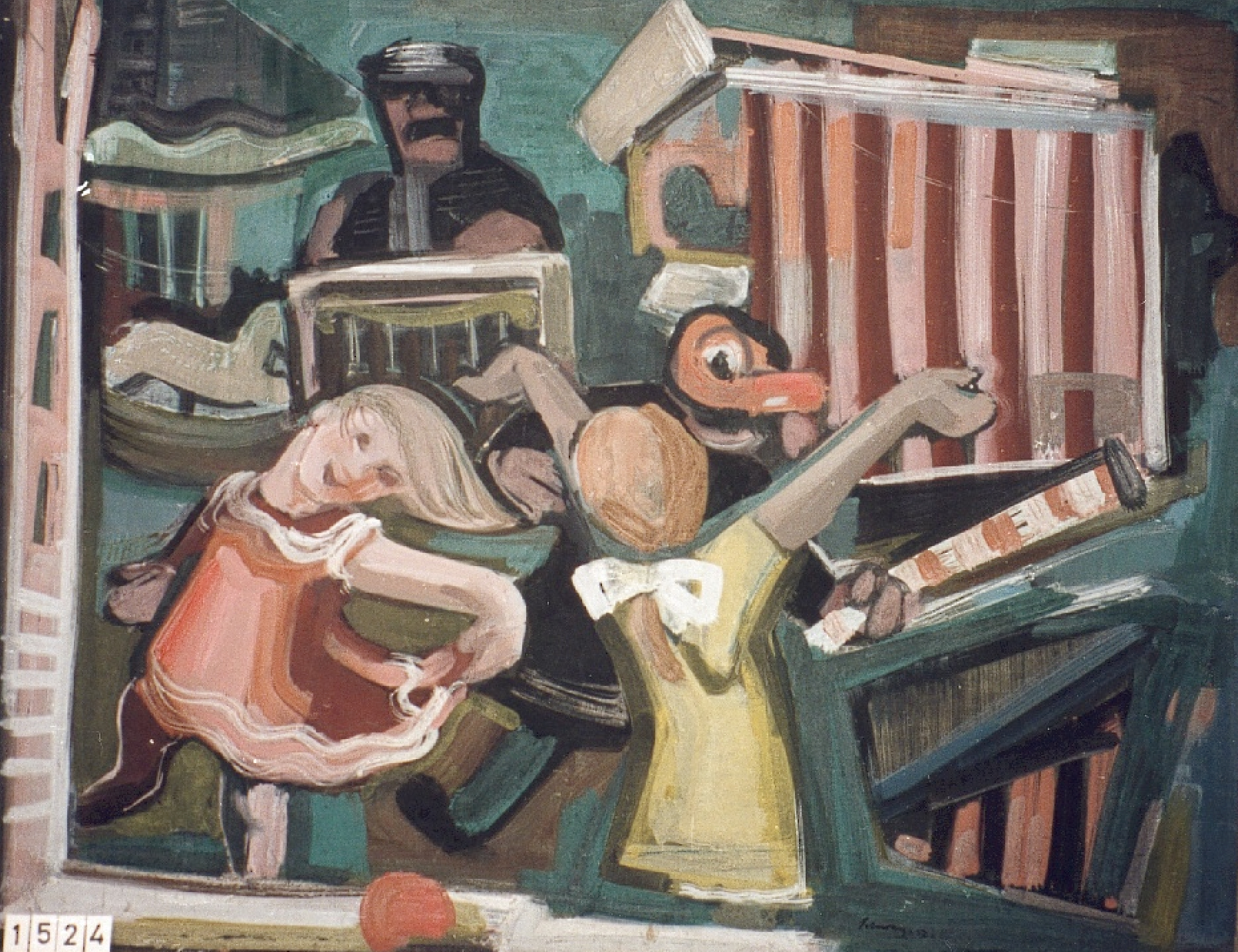

## Ehrungen
In Steinkimmen wurde der „Heinrich-Schwarz-Weg“ nach ihm benannt.